# Людер (Люнебургская пустошь)
Людер (нем. Lüder) — община в Германии, в земле Нижняя Саксония.
Входит в состав района Ильцен. Подчиняется управлению Бодентайх. Население составляет 1276 человек (на 31 декабря 2010 года). Занимает площадь 55,33 км².
Коммуна подразделяется на 4 сельских округа.